# Carles Rexach i Cerdà
Carles Rexach i Cerdà (Barcelona, 13 de gener de 1947) és un destacat exfutbolista català dels anys 70. Va ser internacional amb la selecció catalana i amb la selecció espanyola.

## Biografia
Carles Rexach, conegut amb els sobrenoms de Charly i el noi de Pedralbes, va néixer al barri de Pedralbes de Barcelona el 13 de gener del 1947. Desenvolupà tota la seva trajectòria esportiva al FC Barcelona, des de l'infantil, el juvenil (amb el qual fou campió d'Espanya i fou internacional) i el CD Comtal. La temporada 1964-65 ingressà al Barça. És un dels jugadors que més cops ha defensat la samarreta blau-grana: va disputar amb el Barça un total de 665 partits, en els quals marcà 211 gols. Jugava d'extrem dret i era un gran driblador i rematador. Els 452 partits oficials que va disputar amb el primer equip el van convertir en el jugador amb més partits fins que els va superar Migueli el 1986. Posteriorment el van superar Xavi, Messi, Iniesta, Puyol, Víctor Valdés, Sergio Busquets i Piqué.
L'any 1973, l'entrenador del club, Rinus Michels, va estar a punt de fer-lo fora de l'equip quan s'assabentà que ell i altres companys havien estat bevent cava després de perdre un partit a Sevilla. Fou molt famosa la seva relació amb l'actriu Bárbara Rey que quasi el torna a fer fora del club el 1977. Fou un jugador molt estimat pels seguidors, però també rebé fortes crítiques per les seves puntuals manques de combativitat. Va fer seva una famosa frase que diu que "córrer és de covards". L'1 de setembre de 1981 s'organitzà un partit de comiat a Rexach al Camp Nou en el qual el Barça guanyà la selecció argentina, vigent campiona del món de futbol, i a la qual derrotà per 1 a 0 amb gol d'Allan Simonsen, qui fora el seu substitut al primer equip. Fou 15 cops internacional A, 7 internacional olímpic i 7 sub-23. Va disputar el Mundial de l'Argentina 1978.

## Carrera com a jugador
Va debutar al primer equip del FC Barcelona de la mà de l'entrenador blaugrana Salvador Artigas. Va ser el 25 d'abril del 1965, amb 18 anys, i amb motiu d'un partit de Copa del Rei a l'estadi de El Sardinero, Santander, davant del Reial Racing Club. El Barcelona va guanyar per un contundent 0-4, i Carles Rexach va anotar el quart gol de l'equip, i primer de la seva carrera professional.
Entre 1965 i 1966, Rexach va jugar alguns partits amb el primer equip, tot i que participava més a les trobades del CF Condal, nom que llavors rebia el conjunt filial del F. Barcelona.
El seu debut a la Lliga espanyola de futbol es va produir el 10 de setembre de 1967, amb 20 anys, a la primera jornada de la temporada 1967-68. El Reial Saragossa va derrotar el Barcelona per 3 a 2. Però Carles Rexach va marcar el primer gol del partit als deu minuts de partit.
Rexach de seguida es va guanyar la titularitat des del primer dia. Aquella temporada 1967-68 va jugar 22 dels 30 partits, tots sencers, va marcar un total de sis gols, i es va convertir en una de les revelacions del campionat.
Jugava d'extrem dret, i posseïa una classe excel·lent. Ràpid, excel·lent centrador, i bon chutador (especialment de faltes i penals) va ser considerat un dels millors extrems d'Europa de la seva època.
Durant les seves 16 temporades al primer equip va ser sempre titular, excepte en l'última temporada en què, a causa de la seva edat, només va participar en vuit partits de lliga. Tot això li va permetre haver passat a la història com el setè jugador que més partits oficials ha jugat al FC Barcelona, amb un total de 449.
Va aconseguir el Trofeu Pichichi com a màxim golejador de la Lliga a la temporada 1970/71, en marcar 17 gols en 29 partits. Va ser el seu millor registre golejador com a jugador, ha passat a la història com el novè màxim golejador de la història del FC Barcelona, amb 122 gols en partits oficials.
Tot i la seva longevitat com a jugador blaugrana, només va aconseguir una Lliga: la de la temporada 1973/74, amb Johan Cruyff, Hugo Sotil i Asensi.
Posteriorment va participar activament en el triomf del FC Barcelona a la Recopa d'Europa del 1979. Va ser un dels grans protagonistes de final disputada a Basilea (Suïssa), i en què el Barcelona va derrotar a la pròrroga el conjunt alemany del Fortuna Düsseldorf per 4 -3. Rexach va fallar un penal però posteriorment es va rescabalar marcant un gol.
El títol que més vegades va conquistar va ser la Copa del Rei, que va guanyar quatre vegades. A la final de Copa del 1978, en què el Barcelona va derrotar la U. D. Las Palmas per 3 a 1, Rexach va ser autor de dos gols, i considerat millor jugador del partit.
Carles Rexach es va retirar del FC Barcelona, i com a jugador en actiu, el 1981, a l'edat de 34 anys. El F. Barcelona li va organitzar un partit d'homenatge amb magnificència l'1 de setembre de 1981 davant de la selecció argentina i vigent campiona del món, que va venir a Barcelona, i va omplir el Camp Nou, amb totes les seves estrelles, inclòs un jove anomenat Diego Armando Maradona. El FC Barcelona va vèncer per 1-0, amb gol del danès Allan Simonsen que, precisament, va arribar al Barcelona a ocupar la plaça d'extrem que deixava lliure Rexach.
Després de retirar-lo, Rexach va seguir vinculat al club, incorporant-se al cos tècnic com a entrenador de l'equip juvenil. Va iniciar així una carrera com a entrenador que, curiosament, li reportaria més títols que la de jugador.

### Selecció espanyola
Carles Rexach va debutar amb la Selecció espanyola el 23 d'abril de 1969, al partit Espanya-Suïssa (1-0) que es va disputar a València. Va ser habitual de les convocatòries durant 10 anys, encara que només va disputar 15 partits, en què va marcar dos gols. Amb la selecció va participar en la Copa del Món d'Argentina el 1978, on va disputar el seu últim partit internacional: el que Espanya va perdre davant Àustria per 1-2, a Buenos Aires, el 3 de juny de 1978.

### Selecció catalana
Carles Rexach va jugar tres partits amb la selecció nacional catalana.

## Carrera com a entrenador
Com a tècnic s'inicià a les categories de formació del Barça. L'any 1984 creà l'escola TARR juntament amb quatre companys seus, Torres, Asensi i Rifé. Fou segon entrenador del Barça de Johan Cruyff, amb qui guanyà quatre lligues i una copa d'Europa, i a qui substituí durant dos partits després del seu cessament. També havia substituït uns anys abans Luis Aragonés i Llorenç Serra Ferrer el 2001, i es va mantenir al càrrec la temporada posterior. També visqué una curta etapa d'entrenador al Japó. Actualment, és comentarista de ràdio i televisió.

## Trajectòria esportiva
Com a jugador
- CD Comtal: 1962-64
- FC Barcelona: 1965-81

Com a entrenador
- Equips inferiors del FC Barcelona: 1981-87.
- Segon entrenador del FC Barcelona: 1987-96.
- FC Barcelona: 1988 / 1996 / 2001-02.
- Yokohama Flügels: 1997-98

## Palmarès
- 1 Recopa d'Europa: 1978-79.
- 1 Copa de Fires: 1965-66.
- 1 Finalíssima de la Copa de les Ciutats en Fires: 1971.
- 1 Lliga: 1973-74.
- 4 Copes: 1968, 1971, 1978, 1981.
- 1 Trofeu Pitxitxi: 1971.